# 대한민국 형법 제264조
대한민국 형법 제264조는 상습범에 대한 형법각칙의 조문이다.

## 조문
제264조(상습범) 상습으로 제257조, 제258조, 제258조의2, 제260조 또는 제261조의 죄를 범한 때에는 그 죄에 정한 형의 2분의 1까지 가중한다.  <개정 2016.1.6.>

 第264條(常習犯) 常習으로 第257條, 제258조, 제258조의2, 第260條 또는 第261條의 罪를 犯한 때에는 그 罪에 定한 刑의 2分의 1까지 加重한다.  <개정 2016.1.6.>

## 판례
- 피고인이 의자에 누워있는 피해자를 밀어 땅바닥에 떨어지게 함으로써 이미 부상하여 있던 그 피해자로 하여금 사망에 이르게 한 사건에서 시간적 차이가 있는 독립된 상해행위이나 폭행행위가 경합하여 사망의 결과가 일어나고 그 사망의 원인된 행위가 판명되지 않은 경우에는 공동정범의 예에 의하여 처벌할 것이다[1]

- 상해죄에 있어서의 동시범은 두사람 이상이 가해행위를 하여 상해의 결과를 가져올 경우에 그 상해가 어느 사람의 가해행위로 인한것인지가 분명치 않다면 가해자 모두를 공동정범으로 본다는 것이므로 가해행위를 한 것 자체가 분명치 않은 사람에 대하여는 동시범으로 다스릴 수 없다[2]

## 같이 보기
- 동시범
- 공동정범